# Philarète Chasles

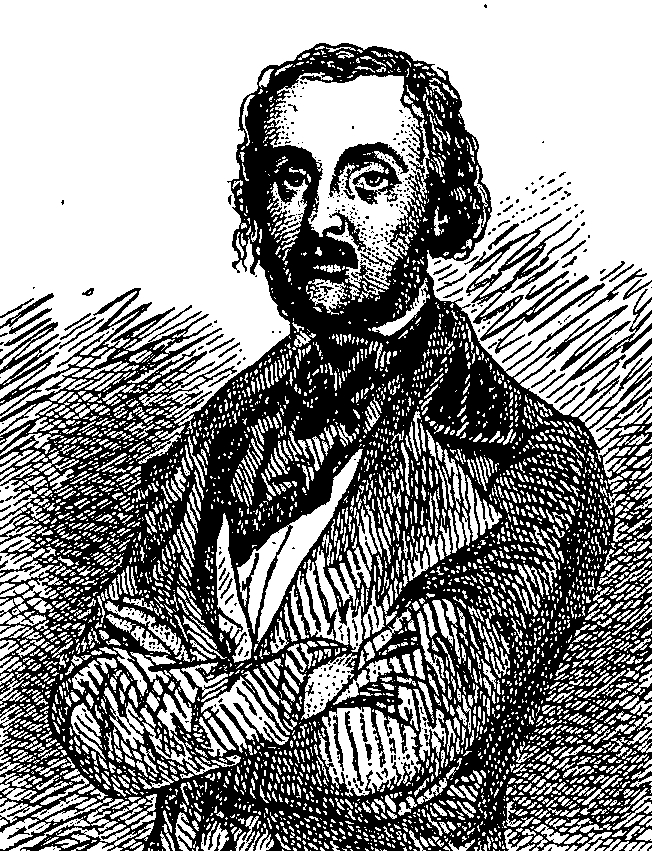
Philarète Chasles.

Philarète Victor Euphémion Chasles, född den 6 oktober 1796 i Mainvilliers, död den 18 juli 1873 i Venedig i Italien, var en fransk kritiker och litteraturhistoriker. 
Chasles, som av sin far uppfostrades efter Rousseaus läror, råkade genom sina revolutionära åsikter i konflikt med myndigheterna under restaurationen men undkom till Storbritannien, där han livnärde sig som korrekturläsare och debuterade med en litteraturhistorisk studie. Efter sju år återvände han till Frankrike, och verkade där som journalist och föreläsare. 
År 1841 blev han professor i främmande språk vid Collège de France. Chasles englandsvistelse hade i hög grad vidgat han litterära intressen, och hemkommen arbetade han ivrigt på att göra sin landsmän bekant med utländsk diktning: engelsk, tysk, nordisk, rysk och amerikansk. Han arbeten utkom under titeln Études de la littérature comparée, även kallade Trente ans de critique.